# خومیتس
خومیتس (به لهستانی:  Chomiec) یک روستا در لهستان است که در گمینا سواونو (استان پومرانی غربی) واقع شده‌است.